# Steriphopus macleayi
Steriphopus macleayi là một loài nhện trong họ Palpimanidae. Loài này được phát hiện ở Sri Lanka.